# ما زلت أحبك (أغنية)
«ما زلت أحبك» هي أغنية للفنان الجامايكي شون بول لألبومه الثاني، دوتي روك (2002). يتميز بغناء من ساشا. تم إصدار الأغنية في 6 أكتوبر 2003، ووصلت إلى المركز السادس في المملكة المتحدة ورقم 14 على مخطط Billboard Hot 100 الأمريكي. كما أصبحت من أفضل 10 لاعبين في المجر وإيطاليا وأيرلندا وسويسرا.